# Kisfiúk (Így jártam anyátokkal)
A Kisfiúk az Így jártam anyátokkal című televízió-sorozat harmadik évadának negyedik epizódja. Eredetileg 2007. október 15-én vetítették, míg Magyarországon egy évvel később, 2008. december 8-án.
Ebben az epizódban Robin kínos helyzetben érzi magát, mert az új randijának van egy kisfia. Közben Ted és Barney, hogy bizonyítsák, melyikük a nagyobb ász, versenyezni kezdenek, hogy ki tud előbb lefeküdni egy lánnyal.

## Cselekmény
Lily leszervezett Robinnak egy randit egy George nevű férfival. Csak a pozitív tulajdonságait hangsúlyozza ki, viszont ahogy a többiek rámutatnak, mindig van egy "de". Ez pedig George esetében az, hogy van egy fia, aki Lily óvodás csoportjába jár. Márpedig Robin utálja a gyerekeket. Ő ennek ellenére úgy határoz, hogy mégis elmegy arra a randira, lesz, ami lesz. A dolgok nehezen indulnak, mégis úgy tűnik, minden remekül alakul. Robin ekkor úgy dönt, mégis szakít George-zsal, nehogy túl erős érzelmi kötödés alakuljon ki a kisfiúban, Doug-ban. Lily szerint ezzel már elkésett, mert aznap egy olyan rajzot készített, amin látható az "új anyukája". Lily szerint így a kissráccal is szakítania kell  nemcsak az apjával.
A bárban Ted elmondja, hogy szerinte botrányosan rossz Barney új csajozós trükkje, amiben kígyók és szemtapasz is szerepelnek. Vitájuk közben felmerül, hogy melyikük a nagyobb "ász". Hogy bizonyítsák, kiválasztanak egy lányt a bárból, és amelyikük előbb fekszik le vele, az nyer. Nem sokkal később Barney elárulja, hogy már lefeküdt vele egy évvel korábban, így szerinte megnyerte a fogadást. Ted szerint ettől ez még nincs így, és elkezd randizni a lánnyal, Stacey-vel, ami felbosszantja Barneyt, hiszen így ő fog veszteni. Különféle trükkökkel ráveszi Tedet, hogy magától szakítson vele, pusztán a tudat miatt, hogy Barney már lefeküdt vele egyszer. Közben kiderül, hogy ez Barney részéről már az elejétől el volt tervezve: soha nem is találkozott még Stacyvel. Viszont abból, amiket Ted elmondott neki a hencegései alapján, szerzett olyan előismereteket, amivel könnyűszerrel randira hívhatja. Ezzel  azonban még mindig nem nyert: Stacy a Teddel szerzett tapasztalatai miatt csak igen lassan akar haladni, ráadásul csupa olyan dolgot szeret, amit Barney ki nem állhat. Barney és Ted próbálkozásaik során egymás képzeletében saját miniatűr kiadásukban jelennek meg, ahogy a randevú alatt gúnyolódnak a másikon. 
Közben Robin "szakít" Douggal, kihasználva fiatal korát, az összes szakítós klisét használva. Csakhogy kiderül, hogy a rajz nem is Robint ábrázolja, hanem egy másik nőt, akivel George titokban randizik. Így valójában Robinnal szakítottak. Bár azt állítja, hogy végzett a gyerekekkel, Jövőbeli Ted elmondja, hogy az a sok szép rajz, amit a közös programokról készítettek a gyerekei, másról árulkodnak. 

## Kontinuitás
- Marshall azt állítja, hogy összesen 1053 és fél alkalommal voltak együtt Lilyvel. "A közös este" című részből derül ki, hogy az a fél alkalom az volt, amikor az anyja felhívta őket telefonon.
- Tednek tetszik, hogy Stacy basszusgitározik. Mint "A tej" című epizódból kiderül, az ideális nő számára tud basszusgitározni (ahogy a leendő felesége is).
- Robin esetében az a bizonyos "de" Lily szerint az, hogy fegyverbolond, míg Marshall szerint az, hogy nem szereti a Baseballálmok című filmet. Mindkettőre volt korábbi részekben utalás.
- A kisfiú, Doug zsarolta Marshallt "A hétfő esti meccs" című epizódban, aki akkor Lily óvodai nagycsoportjába járt. A kora miatt elvileg már nem kellene oda járnia.
- Marshallnak egy meleg férfi megadja a telefonszámát. A "Szingliszellem" című részben látható volt, hogy valamiért vonzza őket.
- Marshall ismét arra panaszkodik, hogy Barney és Ted kihagyják a közös dolgaikból.

## Jövőbeli utalások
- Barney most is, illetve később a "Jó helyen, jó időben" című részben is azt állítja, hogy listát vezet a nőkről, a "Selejtező" című epizódban tagadja ezt.
- Robin fenntartásai a gyerekekkel kapcsolatban "A nem apák napja", "Glitter", és "Őrült, rossz értelemben" című részben is megjelennek.
- Marshall szerint ha a randizás egy verseny, akkor a házasság a győzelem. A "Barátos" című részben az Anya azt kérdezi Barneytól, hogy játszani szeretne-e még vagy győzni, ami azt jelenti, hogy megkéri-e vajon Robin kezét vagy sem.
- Jövőbeli Ted elmondása alapján is Robin sok időt tölt a gyerekeivel, ezért van az, hogy a legutolsó részben ők bátorítják arra, hogy menjen és keresse meg.

## Érdekességek
- Robin azt mondja telefonon Lilynek, mikor Doug először bejön a szobába: "Itt van, Lily! Engem bámul!". Ez később "A kecske" című epizódban is elhangzik, és valójában a Szellemirtók című filmből vett idézet.
- Ted és Barney abban állapodtak meg a fogadásukkor, hogy segédeszközt nem lehet használni. Barney mégis ezt teszi, amikor bevet egy jógamatracot.

## Vendégszereplők
- Brad Rowe – George
- Nicholas Roget-King – Doug
- Janet Varney – Stacey Gusar
- Olivia Howard Bagg – 11 éves Robin
- Pamela Darling – 4 éves katie
- Deanna Russo – Brooke

## Zene
- The Blakes – Commit
- Reggae Revolution – Jump Up

## Fordítás
- Ez a szócikk részben vagy egészben  a   Little Boys című angol Wikipédia-szócikk ezen változatának fordításán alapul.  Az eredeti cikk szerkesztőit annak laptörténete sorolja fel. Ez a jelzés csupán a megfogalmazás eredetét és a szerzői jogokat jelzi, nem szolgál a cikkben szereplő információk forrásmegjelöléseként.